# 厨房の猿
『厨房の猿』（ちゅうぼうのさる、露: Обезьяны в кухне、英: Monkeys in the Kitchen）は、フランドルのバロック期の画家ダフィット・テニールスが1640年代半ばに板上に油彩で制作した絵画である (1842年にキャンバスに移し替えられている) 。画面右下に「D.TENIERS.F」の署名がある。作品はナポレオンの最初の妻ジョゼフィーヌ・ド・ボアルネのマルメゾン城に所蔵されていたが、1814年に購入されて以来、サンクトペテルブルクのエルミタージュ美術館に所蔵されている。

## 作品
エルミタージュ美術館には40点を超すダフィット・テニールスの作品があり、彼の作品に関して世界でも最大の収集の1つとなっている。それらの作品は画家の絶頂期に描かれたものであり、彼の作品の様々な側面と独自の様式を示している。
テニールスは、人間に関わる様々な問題をパロディーとして表現するために繰り返し猿を描いた。その際、イソップの語り口を適用して、取り上げる主題を「描かれた寓話」の形式で解釈している。いくつかの作品では猿は人間の特徴を真似ており、マドリードのプラド美術館に所蔵される『猿の画家』と『猿の彫刻家』では猿が芸術家として振舞っている。エルミタージュ美術館の本作では、猿たちがワインを飲んだり、トランプをしたりしている。
[[ファイル:Teniers-mono pintor-prado.jpg|サムネイル|220px|left|テニールス『猿の画家』(1660年ごろ)、プラド美術館、マドリード]]
[[ファイル:Teniers-mono escultor.jpg|サムネイル|220px|テニールス『猿の彫刻家』(1660年ごろ)、プラド美術館、マドリード]]

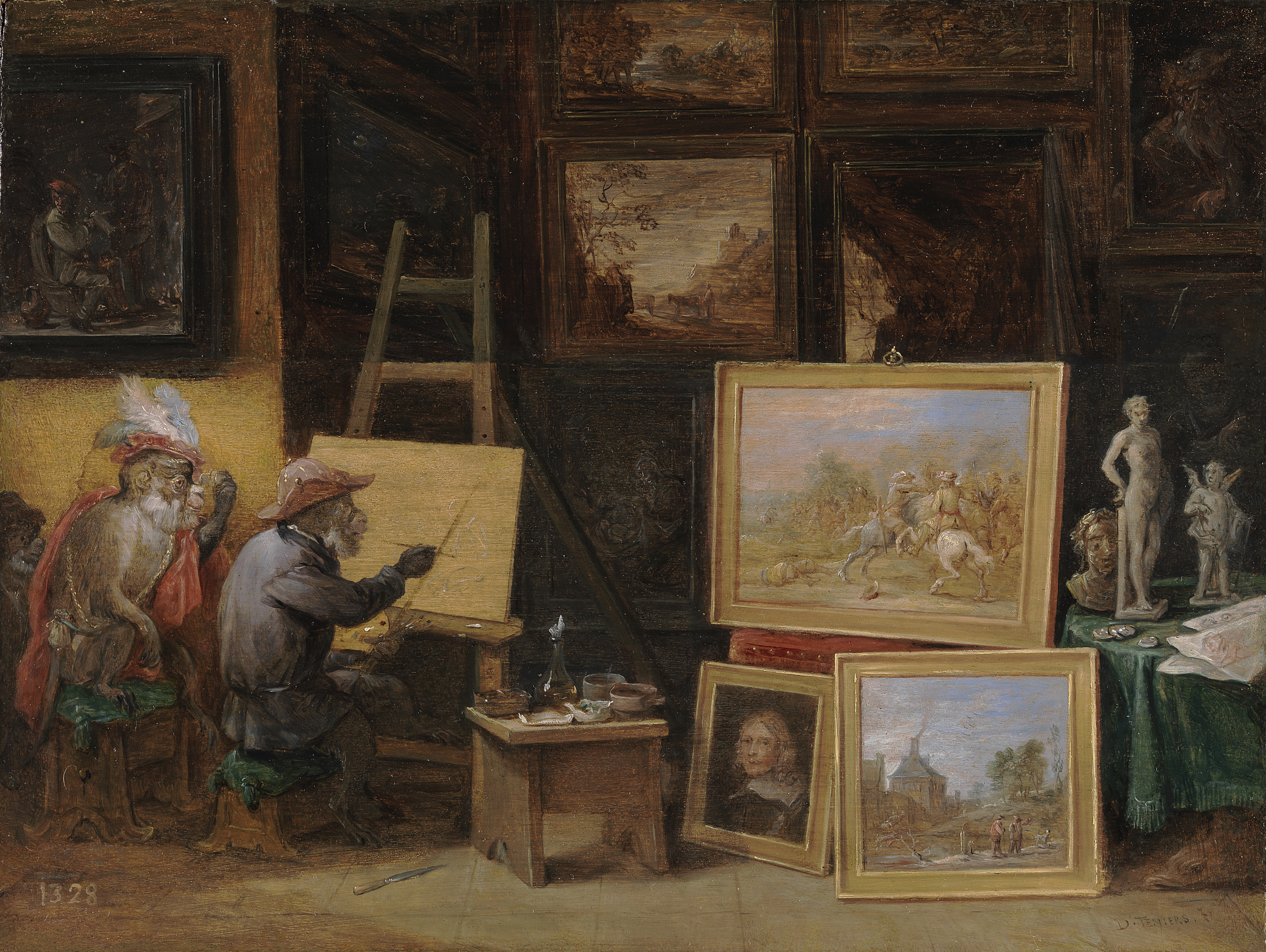
small|テニールス『猿の画家』(1660年ごろ)、プラド美術館、マドリード

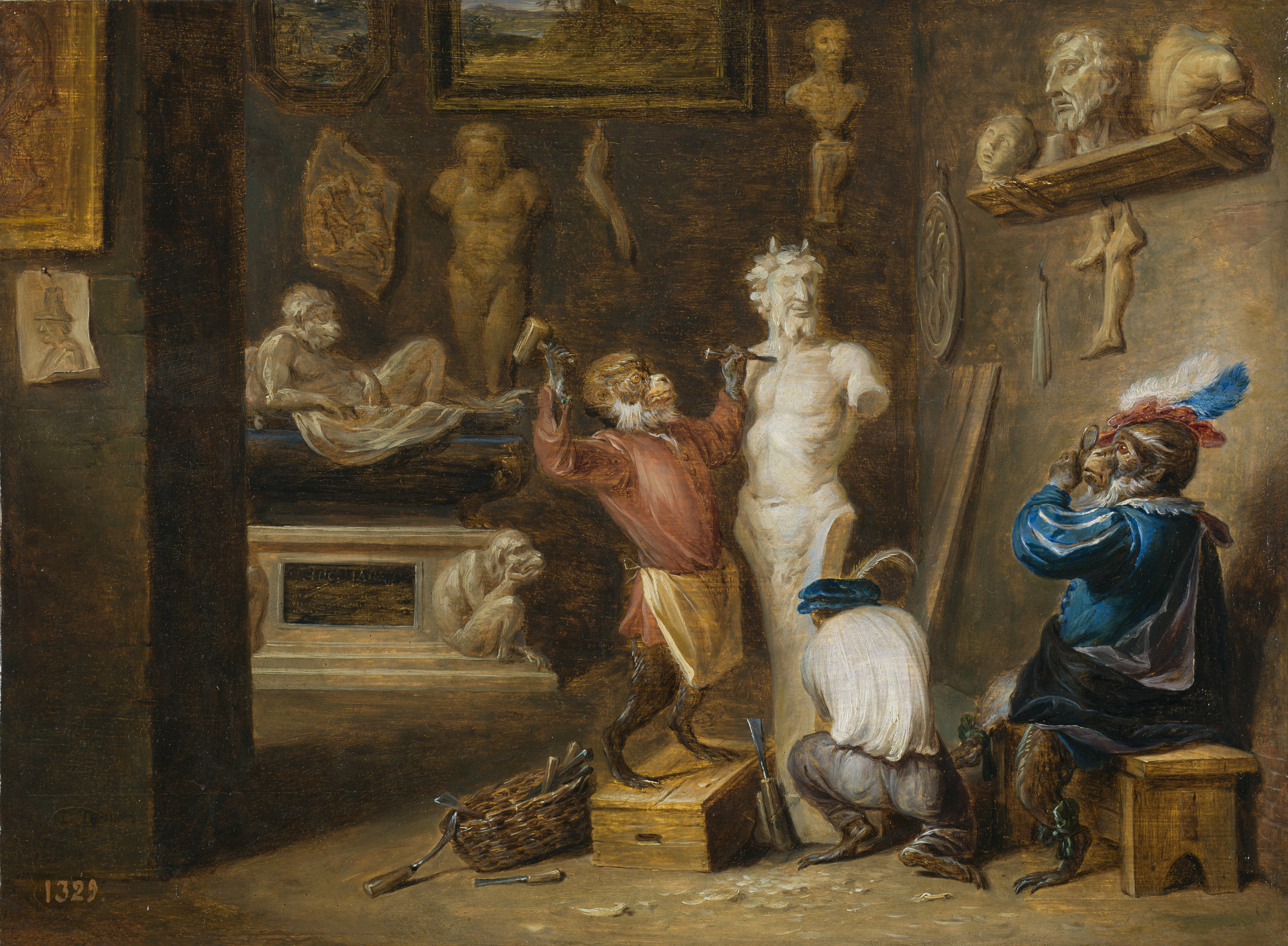
small|テニールス『猿の彫刻家』(1660年ごろ)、プラド美術館、マドリード

この絵画は、図像と構図においてドゥイスブルクのレームブルック美術館にあるフランス・フランケン2世の『猿の厨房』 (1605-1610年ごろ) に依拠している。しかし、フランケンの絵画にある教訓的な内容は失われている。テニールスは、フランケンの絵画にある多くの細部 (厨房の貪欲な人間を表す、暖炉上の絵画など) を除去する一方で、多くの自身の教訓的要素を加えている。
中央の猿が手に持つリンゴは、原罪と、それによる人間の結果的状況を想起させるものと考えられる (とはいえ、人間の存在は、壁に掛けられた男性頭部の素描によって示されているだけである)。教訓的要素のほかに、この絵画は風刺的モティーフも有している。猿たちの服装と占める位置 (たとえば、猿たちの指導者は高い腰掛に座っている) の違いは、人間社会における階級を風刺したものである。